# Contea di Ravensthorpe
La contea di Ravensthorpe è una delle nove Local Government Areas che si trovano nella regione di Goldfields-Esperance, in Australia Occidentale. Essa si estende su di una superficie di circa 13.551 chilometri quadrati ed ha una popolazione di 1.950 abitanti.